# In dubio pro reo

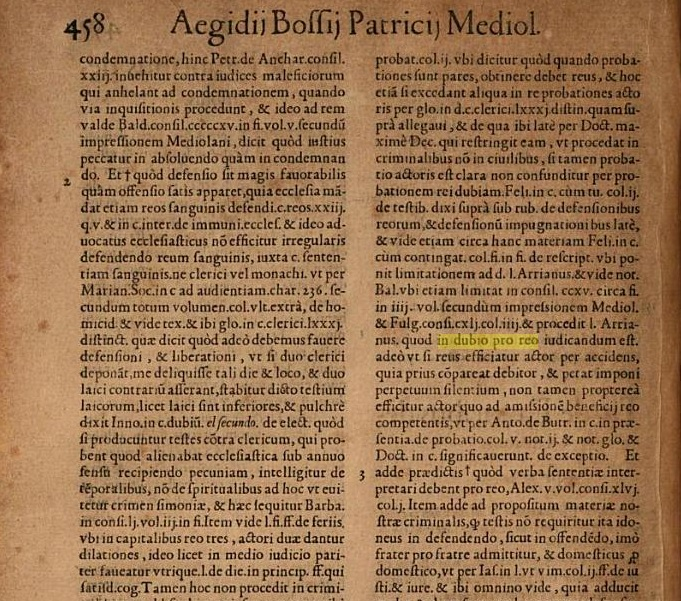
Den milanska Juristen Egidio Bossi (1487–1546) formulerade in dubio pro reo.

In dubio pro reo (latin ungefär "vid tvivel, för den anklagade") är en rättsprincip som betyder att den utpekade inte ska fällas av rätten när det finns tvivel om dennes skuld. 
Den engelska "Rule of lenity" (ungefär "Regeln om nåd") är en doktrin som säger att tveksamheter ska lösas till fördel för ett mildare straff.
Den på svenska liknande hellre fria än fälla är en straffrättslig princip som säger att man vid tvivel hellre bör fria än fälla.:20 Den brukar uttryckas med den latinska frasen in dubio mitius ("vid tvivel till det mildare").:20
Att döma till fördel för den anklagade är samstämmigt med oskuldspresumtionen som säger att den som är misstänkt ska betraktas som oskyldig tills motsatsen har bevisats.